# Arnold Lechler
Arnold Lechler (* 28. April 1991 in Alexandrowka, Sowjetunion) ist ein deutsch-russischer Fußballspieler. Der Stürmer steht seit 2018 beim SV Curslack-Neuengamme unter Vertrag.

## Karriere
Nachdem er erste Erfahrungen im Herrenbereich in seinem Jugendverein SC Wentorf gesammelt hatte, wechselte er im Sommer 2013 zum SV Eichede in die Regionalliga Nord. Auch nach dem Abstieg in die Oberliga Schleswig-Holstein blieb er seinem Verein treu und konnte sich mit seinen Toren für höhere Aufgaben empfehlen. So wechselte er im Sommer 2016 in die 3. Liga zur SG Sonnenhof Großaspach. Dort kam er auch zu seinem ersten Profieinsatz in der 3. Liga, als er am 6. Spieltag beim 3:1-Auswärtssieg gegen den FSV Frankfurt in der 85. Spielminute für Lucas Röser eingewechselt wurde. Da er sich bei seinem neuen Verein nicht durchsetzen konnte, wechselte er im Sommer 2017 zurück in den Norden zu Altona 93 in die Regionalliga Nord. In der Winterpause verließ er den Verein wieder und ging in die Landesliga Hamburg zum FC Bergedorf 85. Im Sommer 2018 erfolgte sein Wechsel zum Oberligisten SV Curslack-Neuengamme.